# 小真木原公園
小真木原公園（こまぎはらこうえん）とは、山形県鶴岡市にある運動公園。

## 概要
昭和40年代、鶴岡市における公園の整備はいまだ不十分で、また体育施設も競技種目数的には整備されていたものの、その立地は市内に点在し、且つ、施設の貧弱さや駐車場の不足から、利便性や機能性さらには充足度に欠いた状況にあった。
そうした実態を踏まえ、1974年3月に鶴岡市総合運動場建設調査委員会は市に「鶴岡市総合運動場の建設計画」を答申した。それを受け、市は翌年3月に運動公園の整備を都市計画公園として計画決定。1975年度に「小真木原公園」整備事業に着手し、1995年に事業が完了した。総事業費は63億51百万円。
小真木原公園は市が1981年3月に策定した「緑のマスタープラン」の南北軸の南端に位置し、地形的には金峯山の山すそにひらけ、標高的には市街地よりも比較的高い丘陵地に設置されている。園内には、小真木原総合体育館、朝暘武道館、鶴岡市小真木原陸上競技場等を整備。また完成した施設は、べにばな国体におけるサッカー、アーチェリー、相撲のメイン会場として使用された。このほか、鶴ヶ岡城百間堀跡にあった鶴岡市野球場が老朽化したため公園内に新たに整備され、1999年6月5日に鶴岡市小真木原野球場が開場している。

## 施設構成

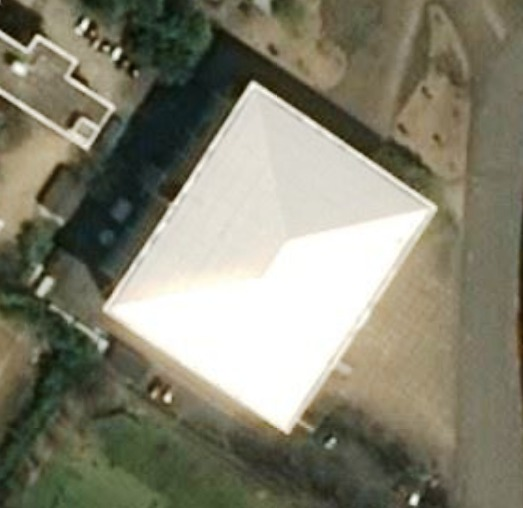
小真木原総合体育館衛星図

- 小真木原総合体育館（つるしんアリーナ小真木原）
- 朝暘武道館
- 鶴岡市小真木原陸上競技場
- 鶴岡市小真木原野球場（鶴岡ドリームスタジアム）
- 小真木原テニスコート
- 小真木原スケート場（冬季のみ）
- 小真木原相撲場
- 屋内相撲場
- 東多目的広場
- 南多目的広場
- いこいの広場
- こども広場

## アクセス
バス
- JR羽越本線・鶴岡駅より20分[4]。

## 周辺
- 鶴岡市立第四中学校
- 山形県立鶴岡高等養護学校
- 鶴岡工業高等専門学校

## 関連事項
- 国際バドミントンU16庄内大会